# Borås község
Borås község (svédül: Borås kommun), svédországi közigazgatási egység Västra Götaland megyében, Västergötland tartományban. (Korábban Älvsborg megye székhelye volt.) 
A község székhelye Borås település, ami egyben a Sjuhäradsbygden (hét járás vidéke) központja, és a svéd textilipar központja.  A község 2003-tól a Borås város nevet használja amikor ez jogilag lehetséges. 
A község délen Tranemo, Svenljunga és Mark, nyugaton Bollebygd, északon Vårgårda és Herrljunga míg keleten Ulricehamn községekkel határos. Nyugat-keleti irányban a 27-es és 40-es országút valamint a Kust till kust (parttól partig), Göteborg-Kalmar/Karlskrona vasútvonal halad keresztül a községen. Észak-déli irányban itt halad át az Älvsborgsbanan (Älvsborg-vonal) vasútvonal amelyet a boråsi központi pályaudvartól délre már a Viskadalsbanan (Viskanvölgye-vonal) nevet viseli.
A parttól-partig vonalon a közlekedést az SJ (korábban Statens Järnvägar) távolsági valamint a ’’Västtågen’’ (Nyugati vonatok) helyi érdekeltségű járatai bonyolítják le, amely Sandaredben is megáll. A Västtågen közlekedik az Älbsborgs-/Viskadalsbanan vonalon is amelyik Borås központján kívül a következő helyeken áll meg, Borgstena, Fristad, Knalleland och Viskafors.

## Közigazgatási története
A község területe megfelel a korábbi, Borgstena, Bredared, Brämhult, Dannike, Fristad, Gingri, Kinnarumma, Ljushult, Rångedala, Sandhult, Seglora, Toarp, Torpa, Tämta, Tärby, Vänga és Äspered sockenek területének. Ezekből alakultak az 1862-es községreformáláskor az azonos nevű vidéki települések. Ebben a térségben volt 1621 óta Borås város, ami 1863-ban városközséggé alakult. Torpa település 1920-ban beolvadt Borås városába.
Az 1952-es községi reform különböző összevonásokat eredményezett mint pl. Lysjö megalakulása. Néhány rész Länghem községhez csatolódik, amelyet azonban 1967 ben megszüntetnek.
1961-ben alakulnak meg Viskafors és Dalsjöfors községek. Borås község az 1971-es községi reform kapcsán alakul meg Borås város és Brämhult község egyesítéséből amikor a Lysjö község megszűnik. 1974-ben Dalsjöfors, Fristad, Sandhult, Viskafors és Bollebygd beleolvadt Borås községbe. Bollebygd 1995-ben kiválik és ismét külön községgé alakul. Borås község, megalakulásától fogva a Borås kerületi bíróság hatáskörébe tartozik.

## A község neve
Borås egyike annak a 13 községnek amelyik városnak nevezi magát. A határozat 2003 január 1-étől lépett életbe. Bizonyos helyzetekben és szigorúan hivatalos szempontból a neve most is község.

## A község címere
Piros mezőben két ezüstszínű gyapjúnyíró/birkanyíró olló.
A címerben szereplő ollók az 1622-es várossá nyilvánítási oklevélből származnak. 1939-ben, V. Gusztáv svéd király, jóváhagyta a címert.
A hosszadalmas községi reform ellenére és hogy több egyesülő résznek saját címere volt, 1974-ben sikerült a címert a Szabadalmi és Védjegy Hivatalnál bejegyeztetni.

## Népesség alakulása
| Borås község népessége (1970-2015) | Borås község népessége (1970-2015) | Borås község népessége (1970-2015) | Borås község népessége (1970-2015) | Borås község népessége (1970-2015) |
| ---------------------------------- | ---------------------------------- | ---------------------------------- | ---------------------------------- | ---------------------------------- |
| Év                                 |                                    |                                    |                                    | Fő                                 |
| 1970                               | 1970                               |                                    | 107 562                            | 107 562                            |
| 1975                               | 1975                               |                                    | 105 177                            | 105 177                            |
| 1980                               | 1980                               |                                    | 102 129                            | 102 129                            |
| 1985                               | 1985                               |                                    | 99 963                             | 99 963                             |
| 1990                               | 1990                               |                                    | 101 766                            | 101 766                            |
| 1995                               | 1995                               |                                    | 96 139                             | 96 139                             |
| 2000                               | 2000                               |                                    | 96 883                             | 96 883                             |
| 2005                               | 2005                               |                                    | 99 325                             | 99 325                             |
| 2010                               | 2010                               |                                    | 103 294                            | 103 294                            |
| 2015                               | 2015                               |                                    | 108 083                            | 108 083                            |
| Forrás:Statistiska Centralbyrån    |                                    |                                    |                                    |                                    |

## Földrajza
Borås község a Sjuhäradsbygden (hét járás) vidék része, amelyet a textilipar és az utazó árusok (házalók) jellemezték. Borås határos Vårgårda, Herrljunga, Ulricehamn, Tranemo, Svenljunga, Mark és Bollebygd községekkel, valamennyi Västra Götaland megyében, Västergötland tartományban.
A Viskan folyó, északkelet-délnyugat irányban szeli át a községet.

## Közigazgatási beosztás
2016-tól a község a következő körzetekre oszlik:

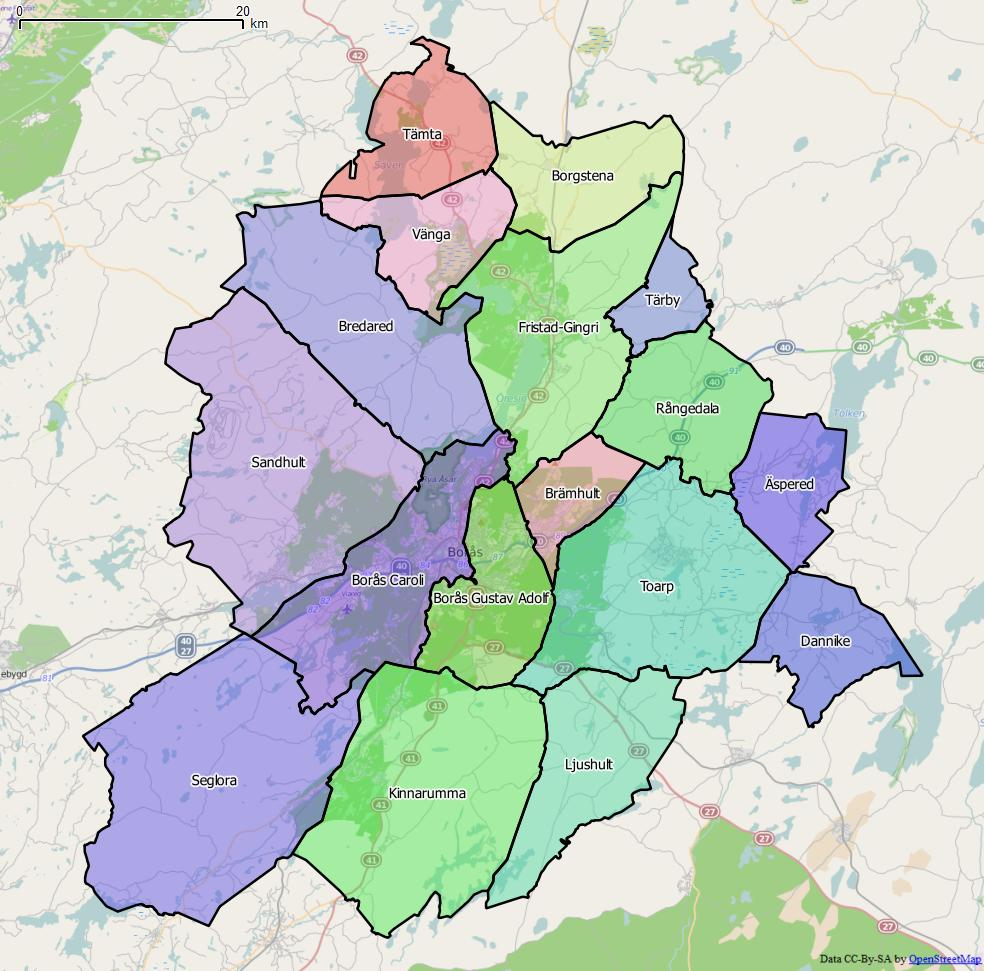
Körzetek Borås községben

- Borgstena
- Borås Caroli
- Borås Gustav Adolfs
- Bredared
- Brämhult
- Dannike
- Fristad-Gingri
- Kinnarumma
- Ljushult
- Rångedala
- Sandhult
- Seglora
- Toarp
- Tämta
- Tärby
- Vänga
- Äspered

### Sűrűn lakott települések
- Borås
- Aplared
- Borgstena
- Bredared
- Dalsjöfors
- Dannike
- Fristad
- Frufällan
- Gånghester
- Kinnarumma
- Målsryd
- Rydboholm
- Rångedala
- Sandared
- Sandhult
- Sjömarken
- Sparsör
- Viskafors
- Äspered

### Közlekedés
A 40-es főút Jönköping és Göteborg között Borås-on megy keresztül. Ugyancsak itt  megy át a 27-es út Göteborg és Karlskrona között. A 41-es út Varberg felé Borås déli részén, míg a 42-es út Vårgårda és Trollhättan/Vänersborg felé Borås északi részén keresztül vezet.
A vasúti közlekedés a Kust till kust banan (Parttól partig), Viskadalsbanan (Viskanvölgye) és Älvsborgbanan vonalakból áll.
Viaredben van Borås repülőtere amit 1997-ben avattak fel.

## Látnivalók
- Brämhult templom
- Hedared fatemplom
- Knalleland (vásárlóközpont)
- Krökling rét (természetvédelmi terület)
- Viared tó
- Borås állatkert
- Kypesjö (fürdőhely)

## Politika
Az önkormányzatnak 73 képviselője van. A 2022–2026 időszakban:
- 22 szociáldemokrata
- 14 mérsékelt
- 14 svéddemokrata
- 7 kereszténydemokrata
- 6 kommunista
- 4 liberális
- 4 középpárt
- 2 környezetvédő

### Az önkormányzat elnöksége
| Elnökség 2022–2026 | Elnökség 2022–2026 | Elnökség 2022–2026 |
| ------------------ | ------------------ | ------------------ |
| Elnök              | S                  | Per-Olof Höög      |
| Első alelnök       | C                  | Mattias Danielsson |
| Második alelnök    | KD                 | Hans Gustafsson    |

- S – Szociáldemokrata párt
- C – Közép párt
- KD – Kereszténydemokraták

## Nemzetközi kapcsolatok
Borås 4 testvérvárosa a következő:
- Espelkamp, Németország
- Molde, Norvégia - 1944
- Mikkeli, Finnország - 1940
- Vejle, Dánia - 1947

Szorosabb közreműködés van a következőkkel:
- Alanya, Törökország
- Modena, Olaszország
- Gongqing, Kína.

## Fordítás
- Ez a szócikk részben vagy egészben  a   Borås kommun című svéd Wikipédia-szócikk fordításán alapul.  Az eredeti cikk szerkesztőit annak laptörténete sorolja fel. Ez a jelzés csupán a megfogalmazás eredetét és a szerzői jogokat jelzi, nem szolgál a cikkben szereplő információk forrásmegjelöléseként.